# Léfka (Phocide)
Pour les articles homonymes, voir Léfka.
Léfka (grec moderne : Λεύκα) est une localité située dans le dème de Doride, dans le district régional de Phocide, dans la périphérie de Grèce-Centrale, en Grèce.
Selon le recensement de 2021, elle compte 43 habitants.